# Candace Parker
Candace Parker, född den 19 april 1986 i St. Louis i Missouri, är en amerikansk basketspelare som tog tog OS-guld 2008 i Peking och 2012 i London.
Detta var USA:s femte OS-medalj i dambasket i rad. 
Parker har spelat för Los Angeles Sparks.